# Pršovce
Pršovce (makedonsky: Пршовце, albánsky: Përshefcë) je vesnice v Severní Makedonii. Nachází se v opštině Tearce v Položském regionu.

## Geografie
Pršovce se nacházejí v západní části Makedonie, pod svahy pohoří Šar Planina.
Zemědělství je nejrozšířenější obživou zdejších obyvatel. Není zde organizované, každý má své vlastní hospodářství. Nejvíce výnosů je z chovu zvířat a prodeje živočišných produktů. Farmáři z této vesnice jsou nejrozšířenějšími dodavateli ovoce, zeleniny, mléka a mléčných výrobků do měst Tetovo, Gostivar a Skopje.

## Historie
Pršovce jsou pod tímto názvem zmiňovány již ve spisech z roku 1415. V tomto roce zde žilo 44 rodin, 2 vdovy, 10 svobodných. Vinice a zahrady místním obyvatelům vynášely až 8150 akçe ročně.
Podle záznamů Vasila Kančova z roku 1900 žilo ve vesnici 165 obyvatel albánské národnosti.
Dne 11. listopadu 2001 našla makedonská policie při kontrole tří vozidel v této oblasti velké množství pistolí, automatických pušek a kulometů. Následně bylo zatčeno 7 lidí, mezi nimiž byl i Nuhi Mustafi, velitel Solana, zodpovědný za etnické čistky během občanské války.
Dne 7. května 2005 zde proběhla první zasedání Albánského národního hnutí Ilirida (ANDI), založeného ve vesnici Slatino, kterého se zúčastnilo 78 delegátů.

## Demografie
Podle sčítání lidu z roku 2021 zde žije 1 923 obyvatel. Etnické skupiny jsou:
- Albánci – 1 871
- Makedonci – 11
- ostatní – 41

| Rok          | 1900 | 1929 | 1948 | 1953 | 1961 | 1971 | 1981 | 1994 | 2002 | 2021 |
| ------------ | ---- | ---- | ---- | ---- | ---- | ---- | ---- | ---- | ---- | ---- |
| Obyvatelstvo | 165  | 679  | 978  | 1059 | 1248 | 1638 | 1999 | 2117 | 2516 | 1923 |